# Montreuil-en-Touraine
Montreuil-en-Touraine é uma comuna francesa na região administrativa do Centro, no departamento Indre-et-Loire. Estende-se por uma área de 25,28 km². Em 2010 a comuna tinha 797 habitantes (densidade: 31,5 hab./km²).